# Yosiris Urrutia
Yosiris Urrutia Chaverra (Apartadó, 26 giugno 1986) è una triplista e lunghista colombiana.

## Palmarès
| Anno | Manifestazione             | Sede           | Evento         | Risultato | Prestazione | Note                                     |
| ---- | -------------------------- | -------------- | -------------- | --------- | ----------- | ---------------------------------------- |
| 2010 | Giochi CAC                 | Mayagüez       | Salto in lungo | 10ª       | 5,84 m      |                                          |
| 2011 | Campionati CAC             | Mayagüez       | Salto in lungo | 12ª       | 5,69 m      |                                          |
| 2013 | Campionati sudamericani    | Cartagena      | Salto in lungo | 5ª        | 6,36 m      |                                          |
| 2013 | Campionati sudamericani    | Cartagena      | Salto triplo   | Argento   | 13,92 m     |                                          |
| 2013 | Giochi bolivariani         | Trujillo       | Salto in lungo | Bronzo    | 6,10 m      |                                          |
| 2013 | Giochi bolivariani         | Trujillo       | Salto triplo   | Oro       | 14,08 m     |                                          |
| 2014 | Campionati ibero-americani | San Paolo      | Salto triplo   | Oro       | 14,41 m     |                                          |
| 2014 | Giochi CAC                 | Veracruz       | Salto in lungo | 5ª        | 6,13 m      |                                          |
| 2014 | Giochi CAC                 | Veracruz       | Salto triplo   | Bronzo    | 13,89 m     |                                          |
| 2015 | Giochi panamericani        | Toronto        | Salto triplo   | Bronzo    | 14,38 m     | Miglior prestazione personale stagionale |
| 2015 | Mondiali                   | Pechino        | Salto triplo   | 10ª       | 14,09 m     |                                          |
| 2016 | Campionati ibero-americani | Rio de Janeiro | Salto triplo   | Bronzo    | 13,89 m     |                                          |
| 2016 | Giochi olimpici            | Rio de Janeiro | Salto triplo   | 20ª (q)   | 13,95 m     |                                          |
| 2017 | Campionati sudamericani    | Asunción       | Salto triplo   | Bronzo    | 13,64 m     |                                          |
| 2017 | Giochi bolivariani         | Santa Marta    | Salto in lungo | 4ª        | 6,03 m      |                                          |
| 2017 | Giochi bolivariani         | Santa Marta    | Salto triplo   | 4ª        | 13,11 m     |                                          |
| 2018 | Giochi CAC                 | Barranquilla   | Salto triplo   | Argento   | 14,48 m     | Miglior prestazione personale stagionale |
| 2018 | Campionati ibero-americani | Trujillo       | Salto triplo   | Oro       | 14,14 m     |                                          |
| 2019 | Campionati sudamericani    | Lima           | Salto in lungo | 7ª        | 6,06 m      |                                          |
| 2019 | Campionati sudamericani    | Lima           | Salto triplo   | Oro       | 13,85 m     |                                          |
| 2019 | Giochi panamericani        | Lima           | Salto triplo   | 9ª        | 13,35 m     |                                          |
| 2019 | Mondiali                   | Doha           | Salto triplo   | 19ª (q)   | 13,77 m     |                                          |
| 2021 | Giochi olimpici            | Tokyo          | Salto triplo   | 27ª (q)   | 13,16 m     |                                          |